# Sopravvissuta
Sopravvissuta (Survivor), è un romanzo di fantascienza della scrittrice statunitense Octavia E. Butler, pubblicato nel 1978.
Il romanzo, seppure successivamente disconosciuto dall'Autrice, appartiene al medesimo melieu narrativo del Ciclo dei Patternisti.

## Storia editoriale
Octavia Butler aveva inizialmente pensato di intitolare questo romanzo o "Alanna" dal nome della protagonista, oppure "Canaan", dal nome della comune utopica puritana fondata nel Massachusetts nel 1624. Octavia Butler aveva iniziato a pensare alla trama dell'opera quando era diciannovenne e aveva iniziato a scriverlo nel 1974; Survivor è stato il primo romanzo completato dall'Autrice e il terzo ad essere pubblicato, nel 1978.
Il romanzo fu pubblicato fino al 1981; in tale anno Octavia Butler lo disconobbe, negando l'autorizzazione per successive ristampe, ritenendo che contenesse troppi cliché già visti in molti cattivi film di fantascienza.
In Italia il romanzo è stato pubblicato nel 1994 con il titolo Sopravvissuta.

## Trama
Alanna Verrick ha lasciato la Terra, decimata da una pestilenza che ne ha riportato la civiltà al medioevo, insieme ai suoi genitori adottivi, Jules e Neila, che le hanno salvata la vita quando era bambina. I Verrick fanno parte della setta dei "Missionari", cristiani integralisti che si sono trasferiti sul pianeta dei Kohn. Questi sono antropomorfi e sono ricoperti di un pelo che muta di colore a seconda delle emozioni oppure volontariamente, permettendogli di mimetizzarsi rendendoli praticamente invisibili. I coloni, dopo sanguinosi scontri con la tribù dominante della zona, i Garkohn, siglano con questi la pace. I Garkohn, comandati da Natahk, hanno coi terrestri un comportamento solo apparentemente collaborativo, avendoli resi dipendenti dall'assunzione del frutto dell'albero Meklah, di cui sono anche loro assuefatti.
I Garkohn combattono una guerra secolare contro i Tehkohn, una tribù rivale comandata da Diut: questi in virtù del colore peculiare della sua pelliccia blu acceso e della stazza imponente, è considerato da tutti un essere superiore, perché nella gerarchia dei Kohn, il colore del pelo corrisponde a uno status sociale: il verde-azzurro dei pochi e rispettati giudici, verde i cacciatori, ossia i guerrieri dei battaglieri Kohn, giallo i restanti e in cima a tutti, il blu intenso dei rarissimi "Hao", cui appartiene Diut. Durante una delle tante incursioni nemiche Alanna viene rapita dai Tehkohn e diventa la schiava di Diut.
Con il passare del tempo Alanna si innamora di Diut, diventandone la moglie e dandole una figlia, Tien. La donna si integra completamente con la società aliena e, grazie anche all'influenza del marito, ottiene la fiducia dei Tehkohn. Da questi Alanna apprende il modo di disintossicarsi dal meklah, non senza dolore e a rischio della vita, e capisce che i Garkohn hanno finto incursioni Tehkohn per rapire e schiavizzare un gran numero di missionari, pianificando di assoggettare col tempo, tutti i Missionari. I Garkohn e i Missionari effettuano un'incursione nel campo Tehkohn, fanno molti prigionieri e "liberano" Alanna. Durante l'attacco Natahk uccide la piccola Tien e, giunti al campo dei terrestri, sospettando che Alanna possa essersi alleata con i nemici, la costringe ad assumere nuovamente il meklah, credendo così di renderla nuovamente succube.
Alanna si disintossica nuovamente e, pur tenendo nascosta la sua relazione con Diut, con il quale mantiene segretamente i contatti, mette al corrente il padre del proposito dei Garkohn di assoggettare i Missionari. La donna, tuttavia, tiene nascosta la sua relazione con il capo dei Tehkohn, temendo di essere ripudiata dai bigotti Missionari qualora ne fossero venuti a conoscenza. Alanna riesce a convincere i terrestri a fidarsi dei Tehkohn e mette in atto un piano per sconfiggere, con il loro aiuto, i Garkohn. Il piano ha successo e in uno scontro finale Diut uccide Natahk, vendicando così l'assassinio di Tien. Alanna rivela la sua relazione con l'alieno e viene esiliata dai Missionari e ripudiata dalla famiglia. Aleanna torna a vivere con i Tehkohn sentendosi più affine agli alieni che ai Missionari.

## Edizioni
- (EN) Octavia Butler, Survivor, 1ª ed., New York, Doubleday, 1978.
- (FR) Octavia Butler, La survivante, n. 74, Club du Livre d'Anticipation, Parigi, OPTA, 1980, ISBN 978-2-7201-0121-2.
- (DE) Octavia Butler, Alanna, traduzione di Waltraud Götting, n. 24052, Bastei Lübbe Science Fiction Special, Colonia, Bastei Lübbe, 1984, ISBN 978-3-404-24052-4.
- Octavia Butler, Sopravvissuta, traduzione di Lidia Perria, IperFICTION, Milano, Mondadori, 1994, ISBN 8804383984.